# Magnus Stephensen

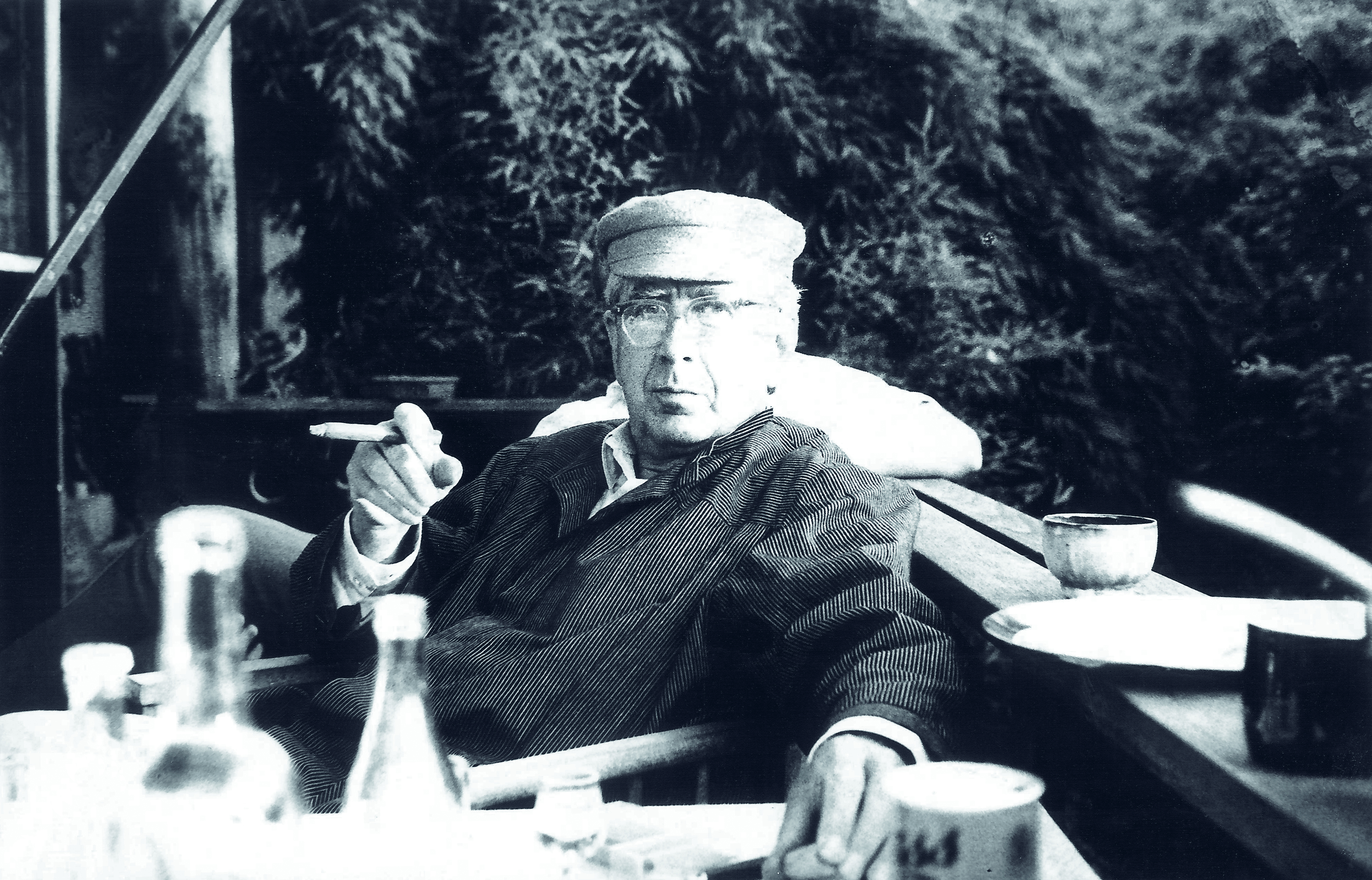
Magnus Stephensen – dänischer Architekt und Designer

 Magnus Læssøe Stephensen (* 12. Oktober 1903 in Holte, Dänemark; † 14. März 1984 in Helsingør, Dänemark) war ein dänischer Architekt, Industrie- und Produktdesigner, international bekannt für sein Essgeschirr und seine Essbestecke aus Silber und Stahl.

## Leben
Magnus Stephensen studierte Architektur an der Königlich Dänischen Kunstakademie in Kopenhagen. Er arbeitete einige Jahre für verschiedene Kopenhagener Zeichen- und Architekturbüros. Im Jahr 1932 machte er sich selbstständig und gründete eine eigene Firma und ein Architektenbüro. Als Architekt baute er zahlreiche Wohnhäuser und Schulen in Kopenhagen. Als Designer entwarf er Möbel, Teppiche, Silber- und Stahlwaren, Porzellan und Fayencen.
Stephensen war auf zahlreichen Ausstellungen im In- und Ausland vertreten. Im Jahr 1964 wurden einige Arbeiten von ihm (Kaffeeservice und Tischaccessoires aus Sterlingsilber) auf der documenta III in Kassel in der Abteilung Industrial Design gezeigt.
Stephensens Arbeiten wurden mit zahlreichen Preisen ausgezeichnet. Er erhielt, unter anderem zwei Grands Prix im Jahr 1954 und drei Goldmedaillen auf den Triennalen in Mailand. Er ist mit zahlreichen Arbeiten in den Museen der USA (unter anderem im Museum of Modern Art in New York City), in der Schweiz, Deutschland und Skandinavien vertreten.

## Familie
Magnus Stephensen war der Sohn von Karl Emil Stephani Stephensen und seiner Frau Emmy Frijs Læssøe. Sein Bruder Hakon Stephensen war ebenfalls Architekt und dazu Redakteur. Sein Onkel Westy Oddgeir Hilmar Stephensen war Direktor der Dänischen Nationalbank. Sein Onkel Regnar Stephensen war wie sein Großonkel Hannes Peter Stephensen Inspektor von Südgrönland. Die ganze Familie Stephensen, die ursprünglich aus Island stammt, brachte zahlreiche Persönlichkeiten hervor.